# 庫班空戰
庫班空戰（俄语：Воздушные сражения на Кубани）是德國空軍與蘇聯空軍於第二次世界大戰東線高加索戰區爆發的一系列空中戰鬥，自1943年4月15日至6月17日結束，由蘇軍獲勝。庫班空戰是高加索地區軍事史上最大規模的空戰，也是東線戰場上規模僅次於「庫斯克戰役」、「波羅的海攻勢」、「柏林戰役」的空中戰役，蘇聯軍事歷史學者將本次戰鬥的重要性喻作美軍之於中途島海戰的地位。戰鬥主要發生於克拉斯諾達爾、新羅西斯克和塔曼半島三處，這些地區為德軍第17軍團與蘇軍4個軍團的激烈交戰處。